# Liste des matchs de l'équipe du Pakistan de football par adversaire

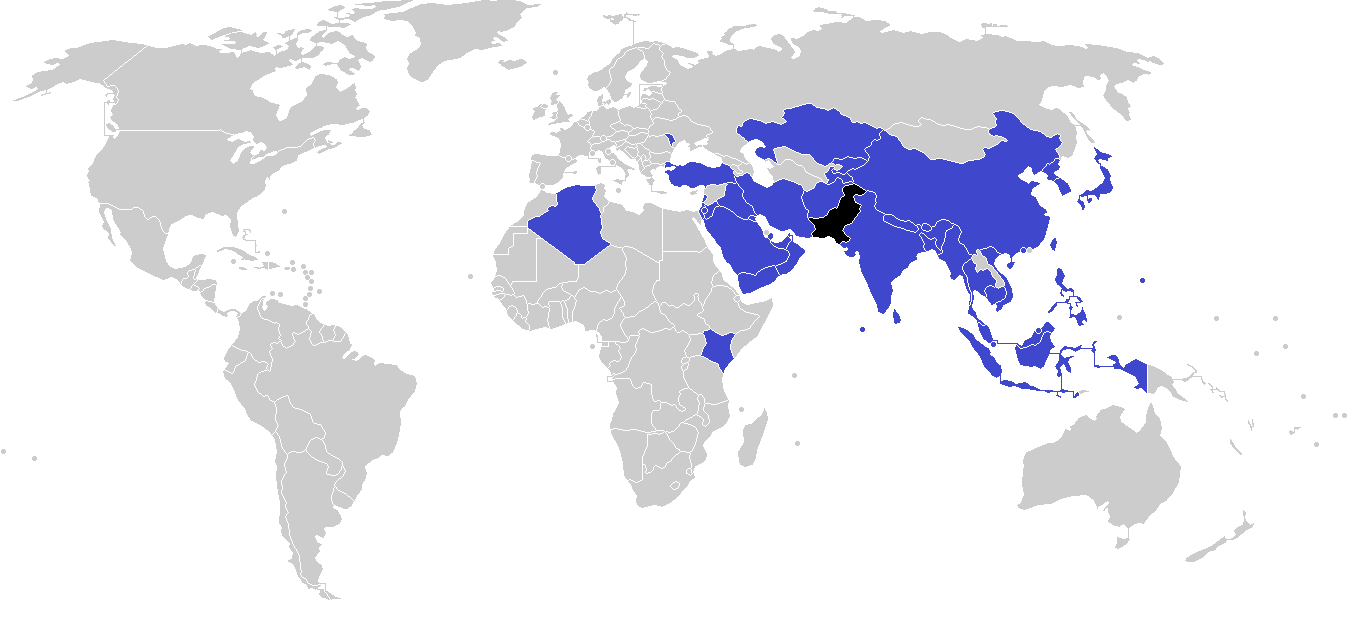
Carte des adversaires (indiqués en bleu) de l'équipe nationale masculine de football du Pakistan (indiqué en noir) lors de matches officiels internationaux

Cette liste présente les matchs de l'équipe du Pakistan de football par adversaire rencontré.
- Haut – A
- B
- C
- D
- E
- F
- G
- H
- I
- J
- K
- L
- M
- N
- O
- P
- Q
- R
- S
- T
- U
- V
- W
- X
- Y
- Z

## A

### Afghanistan
Confrontations entre le Pakistan et l'Afghanistan :
| Date            | Lieu             | Match                  | Score | Compétition  |
| 14 janvier 2003 | Dhaka Bangladesh | Afghanistan - Pakistan | 0-1   | Match amical |
| 9 décembre 2005 | Karachi Pakistan | Pakistan - Afghanistan | 1-0   | Match amical |

Bilan
| Rang | Équipe      | Pts | J | G | N | P | Bp | Bc | Diff |
| ---- | ----------- | --- | - | - | - | - | -- | -- | ---- |
| 1    | Pakistan    | 6   | 2 | 2 | 0 | 0 | 2  | 0  | +2   |
| 2    | Afghanistan | 0   | 2 | 0 | 0 | 2 | 0  | 2  | -2   |

## B

### Bahreïn
Confrontations entre le Pakistan et Bahreïn :
| Date             | Lieu         | Match              | Score | Compétition  |
| 6 septembre 1979 | Téhéran Iran | Pakistan - Bahreïn | 5-1   | Match amical |

Bilan
| Rang | Équipe   | Pts | J | G | N | P | Bp | Bc | Diff |
| ---- | -------- | --- | - | - | - | - | -- | -- | ---- |
| 1    | Pakistan | 3   | 1 | 1 | 0 | 0 | 5  | 1  | +4   |
| 2    | Bahreïn  | 0   | 1 | 0 | 0 | 1 | 1  | 5  | -4   |

### Bangladesh
Confrontations entre le Pakistan et le Bangladesh :
| Date             | Lieu               | Match                 | Score | Compétition                                                     |
| 12 février 1982  | Karachi Pakistan   | Pakistan - Bangladesh | 2-1   | Match amical                                                    |
| 2 mai 1985       | Peshawar Pakistan  | Pakistan - Bangladesh | 1-3   | Match amical                                                    |
| 21 décembre 1985 | Dacca Bangladesh   | Bangladesh - Pakistan | 2-1   | Match amical                                                    |
| 25 novembre 1987 | Calcutta Inde      | Pakistan - Bangladesh | 1-0   | Match amical                                                    |
| 26 octobre 1989  | Islamabad Pakistan | Pakistan - Bangladesh | 1-0   | Match amical                                                    |
| 24 décembre 1991 | Colombo Sri Lanka  | Pakistan - Bangladesh | 1-0   | Match amical                                                    |
| 25 mars 1995     | Colombo Sri Lanka  | Pakistan - Bangladesh | 1-0   | Coupe d'Asie du Sud de football 1995 (1er tour)                 |
| 24 avril 1999    | Margao Inde        | Pakistan - Bangladesh | 0-4   | Coupe d'Asie du Sud de football 1999 (1er tour)                 |
| 14 décembre 2005 | Karachi Pakistan   | Bangladesh - Pakistan | 1-0   | Coupe d'Asie du Sud de football 2005 (demi-finale)              |
| 22 décembre 2005 | Dacca Bangladesh   | Bangladesh - Pakistan | 0-0   | Qualification pour la Coupe d'Asie des nations de football 2007 |
| 26 décembre 2005 | Karachi Pakistan   | Pakistan - Bangladesh | 0-1   | Qualification pour la Coupe d'Asie des nations de football 2007 |
| 6 décembre 2009  | Dacca Bangladesh   | Bangladesh - Pakistan | 0-0   | Coupe d'Asie du Sud de football 2009 (1er tour)                 |
| 29 juin 2011     | Dacca Bangladesh   | Bangladesh - Pakistan | 3-0   | Qualification pour la Coupe du monde 2014 (1er Tour)            |
| 3 juillet 2011   | Lahore Pakistan    | Pakistan - Bangladesh | 0-0   | Qualification pour la Coupe du monde 2014 (1er Tour)            |
| 2 décembre 2011  | New Delhi Inde     | Bangladesh - Pakistan | 0-0   | Coupe d'Asie du Sud de football 2011 (1er tour)                 |

Bilan
| Rang | Équipe     | Pts | J  | G | N | P | Bp | Bc | Diff |
| ---- | ---------- | --- | -- | - | - | - | -- | -- | ---- |
| 1    | Bangladesh | 22  | 15 | 6 | 4 | 5 | 15 | 8  | +7   |
| 2    | Pakistan   | 19  | 15 | 5 | 4 | 6 | 8  | 15 | -7   |

### Bhoutan

#### Confrontations
Confrontations entre le Pakistan et le Bhoutan :
|   | Date              | Lieu      | Match              | Score | Compétition                                        |
| - | ----------------- | --------- | ------------------ | ----- | -------------------------------------------------- |
| 1 | 30 septembre 1999 | Katmandou | Pakistan - Bhoutan | 2-1   | Jeux sud-asiatiques de 1999 (gr. B)                |
| 2 | 8 décembre 2009   | Dacca     | Pakistan - Bhoutan | 7-0   | Coupe d'Asie du Sud de football 2009 (gr. B)       |
| 3 | 8 septembre 2018  | Dacca     | Pakistan - Bhoutan | 3-0   | Championnat d'Asie du Sud de football 2018 (gr. A) |

#### Bilan
Au 31 mars 2019 :
- Total de matchs disputés : 3
- Victoires du Pakistan : 3
- Match nul : 0
- Victoires du Bhoutan : 0
- Total de buts marqués par le Pakistan : 12
- Total de buts marqués par le Bhoutan : 1

### Brunei
Confrontations entre le Pakistan et Brunei :
| Date         | Lieu              | Match             | Score | Compétition                       |
| 6 avril 2009 | Colombo Sri Lanka | Brunei - Pakistan | 0-6   | AFC Challenge Cup 2010 (1er tour) |

Bilan
| Rang | Équipe   | Pts | J | G | N | P | Bp | Bc | Diff |
| ---- | -------- | --- | - | - | - | - | -- | -- | ---- |
| 1    | Pakistan | 3   | 1 | 1 | 0 | 0 | 6  | 0  | +6   |
| 2    | Brunei   | 0   | 1 | 0 | 0 | 1 | 0  | 6  | -6   |

## C

### Cambodge
Confrontations entre le Pakistan et le Cambodge :
| Date             | Lieu    | Match               | Score | Compétition  |
| 13 novembre 1967 | Rangoun | Cambodge - Pakistan | 1-0   | Match amical |

Bilan
| Rang | Équipe   | Pts | J | G | N | P | Bp | Bc | Diff |
| ---- | -------- | --- | - | - | - | - | -- | -- | ---- |
| 1    | Cambodge | 3   | 1 | 1 | 0 | 0 | 1  | 0  | +1   |
| 2    | Pakistan | 0   | 1 | 0 | 0 | 1 | 0  | 1  | -1   |

## E

### Émirats arabes unis
Confrontations entre le Pakistan et les Émirats arabes unis :
| Date              | Lieu                          | Match                          | Score | Compétition                                                     |
| 21 septembre 1986 | Daegu Corée du Sud            | Émirats arabes unis - Pakistan | 1-0   | Match amical                                                    |
| 20 janvier 1989   | Charjah Émirats arabes unis   | Émirats arabes unis - Pakistan | 5-0   | Qualification pour la Coupe du monde 1990 (1er tour)            |
| 10 février 1989   | Islamabad Pakistan            | Pakistan - Émirats arabes unis | 1-4   | Qualification pour la Coupe du monde 1990 (1er tour)            |
| 1er mars 2006     | Karachi Pakistan              | Pakistan - Émirats arabes unis | 1-4   | Qualification pour la Coupe d'Asie des nations de football 2007 |
| 15 novembre 2006  | Abou Dabi Émirats arabes unis | Émirats arabes unis - Pakistan | 3-2   | Qualification pour la Coupe d'Asie des nations de football 2007 |

Bilan
| Rang | Équipe              | Pts | J | G | N | P | Bp | Bc | Diff |
| ---- | ------------------- | --- | - | - | - | - | -- | -- | ---- |
| 1    | Émirats arabes unis | 15  | 5 | 5 | 0 | 0 | 17 | 4  | +13  |
| 2    | Pakistan            | 0   | 5 | 0 | 0 | 5 | 4  | 17 | -13  |

## G

### Guam
Confrontations entre le Pakistan et Guam :
| Date         | Lieu   | Match           | Score | Compétition            |
| 6 avril 2008 | Taipei | Pakistan - Guam | 9-2   | AFC Challenge Cup 2008 |

Bilan
| Rang | Équipe   | Pts | J | G | N | P | Bp | Bc | Diff |
| ---- | -------- | --- | - | - | - | - | -- | -- | ---- |
| 1    | Pakistan | 3   | 1 | 1 | 0 | 0 | 9  | 2  | +7   |
| 2    | Guam     | 0   | 1 | 0 | 0 | 1 | 2  | 9  | -7   |

## I

### Inde
Confrontations entre le Pakistan et l'Inde :
| Date              | Lieu    | Match           | Score | Compétition  |
| 1er décembre 1953 | Rangoun | Inde - Pakistan | 1-0   | Match amical |

Bilan
| Rang | Équipe   | Pts | J | G | N | P | Bp | Bc | Diff |
| ---- | -------- | --- | - | - | - | - | -- | -- | ---- |
| 1    | Inde     | 3   | 1 | 1 | 0 | 0 | 1  | 0  | +1   |
| 2    | Pakistan | 0   | 1 | 0 | 0 | 1 | 0  | 1  | -1   |

## J

### Japon
Confrontations entre le Pakistan et le Japon :
| Date              | Lieu         | Match            | Score | Compétition                                                     |
| 12 septembre 1962 | Kuala Lumpur | Pakistan - Japon | 1-1   | Match amical                                                    |
| 18 avril 1988     | Kuala Lumpur | Pakistan - Japon | 1-4   | Qualifications pour la Coupe d'Asie des nations 1988 (Groupe 2) |

Bilan
Total de matchs disputés : 2
- Victoire de l'équipe du Japon : 1
- Match nul : 1
- Victoire de l'équipe du Pakistan : 0

## K

### Kirghizistan

#### Confrontations
Confrontations entre le Pakistan et le Kirghizistan :
|   | Date             | Lieu    | Match                   | Score | Compétition                                                         |
| - | ---------------- | ------- | ----------------------- | ----- | ------------------------------------------------------------------- |
| 1 | 29 novembre 2003 | Karachi | Pakistan - Kirghizistan | 0-2   | Phase qualificative de la Coupe du monde 2006 (zone Asie, 1er tour) |
| 2 | 3 décembre 2003  | Bichkek | Kirghizistan - Pakistan | 4-0   | Phase qualificative de la Coupe du monde 2006 (zone Asie, 1er tour) |
| 3 | 2 avril 2006     | Dacca   | Pakistan - Kirghizistan | 1-0   | AFC Challenge Cup 2006 (gr. D)                                      |
| 4 | 19 mars 2013     | Bichkek | Kirghizistan - Pakistan | 1-0   | AFC Challenge Cup 2014 (qualification - gr. B)                      |

#### Bilan
Au 3 avril 2019 :
- Total de matchs disputés : 4
- Victoires du Pakistan : 1
- Matchs nuls : 0
- Victoires du Kirghizistan : 3
- Total de buts marqués par le Pakistan : 1
- Total de buts marqués par le Kirghizistan : 7

## M

### Macao

#### Confrontations
Confrontations entre Macao et le Pakistan :
|   | Date         | Lieu      | Match            | Score | Compétition                                                                 |
| - | ------------ | --------- | ---------------- | ----- | --------------------------------------------------------------------------- |
| 1 | 21 mars 2003 | Singapour | Macao - Pakistan | 0-3   | Tour préliminaire à la Coupe d'Asie des nations 2004 (préliminaire - gr. E) |
| 2 | 6 avril 2006 | Dacca     | Pakistan - Macao | 2-2   | AFC Challenge Cup 2006 (gr. D)                                              |
| 3 | 21 mars 2013 | Bichkek   | Pakistan - Macao | 2-0   | AFC Challenge Cup 2014 (qualification - gr. B)                              |

#### Bilan
Au 9 avril 2019 :
- Total de matchs disputés : 3
- Victoires de Macao : 0
- Matchs nuls : 1
- Victoires du Pakistan : 2
- Total de buts marqués par Macao : 2
- Total de buts marqués par le Pakistan : 7

### Maldives

#### Confrontations
Confrontations entre les Maldives et le Pakistan :
|    | Date             | Lieu      | Match               | Score | Compétition                            |
| -- | ---------------- | --------- | ------------------- | ----- | -------------------------------------- |
| 1  | 22 décembre 1985 | Dacca     | Pakistan - Maldives | 3-1   | Jeux sud-asiatiques de 1985 (gr. A)    |
| 2  | 22 novembre 1987 | Calcutta  | Pakistan - Maldives | 1-0   | Jeux sud-asiatiques de 1987 (gr. A)    |
| 3  | 24 octobre 1989  | Islamabad | Pakistan - Maldives | 2-0   | Jeux sud-asiatiques de 1989 (gr. B)    |
| 4  | 29 décembre 1991 | Colombo   | Pakistan - Maldives | 2-0   | Jeux sud-asiatiques de 1991 (finale)   |
| 5  | 18 janvier 2003  | Dacca     | Pakistan - Maldives | 0-1   | Coupe d'Asie du Sud 2003 (demi-finale) |
| 6  | 11 décembre 2005 | Karachi   | Pakistan - Maldives | 0-0   | Coupe d'Asie du Sud 2005 (gr. A)       |
| 7  | 3 juin 2008      | Malé      | Maldives - Pakistan | 3-0   | Coupe d'Asie du Sud 2008 (gr. A)       |
| 8  | 4 décembre 2011  | Delhi     | Maldives - Pakistan | 0-0   | Championnat d'Asie du Sud 2011 (gr. B) |
| 9  | 12 février 2013  | Malé      | Maldives - Pakistan | 1-1   | Match amical                           |
| 10 | 14 février 2013  | Malé      | Maldives - Pakistan | 3-0   | Match amical                           |

#### Bilan
Au 6 avril 2019 :
- Total de matchs disputés : 10
- Victoires des Maldives : 3
- Matchs nuls : 3
- Victoires du Pakistan : 4
- Total de buts marqués par les Maldives : 9
- Total de buts marqués par le Pakistan : 9

## T

### Taïwan
Confrontations entre le Pakistan et Taïwan :
| Date         | Lieu                   | Match             | Score | Compétition                       |
| 27 mai 1958  | Tokyo Japon            | Taïwan - Pakistan | 3-1   | Match amical                      |
| 2 avril 2008 | Taipei                 | Taïwan - Pakistan | 1-2   | AFC Challenge Cup 2008 (1er tour) |
| 4 avril 2010 | Colombo Sri Lanka      | Pakistan - Taïwan | 1-1   | AFC Challenge Cup 2010            |
| 25 mars 2012 | Petaling Jaya Malaisie | Pakistan - Taïwan | 2-0   | AFC Challenge Cup 2012            |

Bilan
| Rang | Équipe   | Pts | J | G | N | P | Bp | Bc | Diff |
| ---- | -------- | --- | - | - | - | - | -- | -- | ---- |
| 1    | Pakistan | 7   | 4 | 2 | 1 | 1 | 6  | 5  | +1   |
| 2    | Taïwan   | 4   | 4 | 1 | 1 | 1 | 5  | 6  | -1   |